# Werner Doppler
Werner Doppler (* 15. Dezember 1941 in Oberlustadt (heute Lustadt)) ist ein deutscher Agrarökonom und Wirtschaftswissenschaftler. Sein zentrales Lehr- und Forschungsgebiet waren Betriebssysteme, ländliche Entwicklung und Sozialökonomie in den Tropen und Subtropen.

## Leben und Wirken
Als Sohn eines Winzers und Landwirts leitete er für einige Jahre den elterlichen Betrieb. Danach studierte er an den Universitäten Hohenheim und Kiel Landwirtschaft und Wirtschaftswissenschaften. Als Mitarbeiter bei  Günther Weinschenck promovierte er 1974 an der Universität Hohenheim zum Dr. oec. mit dem Thema Die Anwendung rekursiver, linearer Modelle zur Analyse und Prognose regionaler Strukturentwicklung im Agrarsektor. Anschließend war er als Wissenschaftlicher Assistent bei  Hans-Hartwig Ruthenberg und konzentrierte sich auf Forschungsthemen in Entwicklungsländern. In dieser Zeit verbrachte er Forschungssemester an der Universität Bradford/England und dem International Rice Research Institute (IRRI) auf den Philippinen. Dem folgte die Habilitation an der Universität Hohenheim. Ab 1979 nahm er eine Dozentur an der Universität Nairobi, Kenia war. 1981 erhielt er den Ruf auf eine Professur für landwirtschaftliche Betriebslehre in den Tropen und Subtropen an der Universität Hohenheim.
Werner Doppler heiratete 1970 Dorothea, geborene Frank. Sie haben zwei Söhne, Fabian und Leander und eine Tochter Adriane.

## Lehre und akademische Ausbildung
Die inhaltlichen Schwerpunkte der Lehre waren die Anwendung quantitativer sozioökonomischer Methoden sowie ganzheitliche Betrachtungsweisen der ländlichen Entwicklung in Entwicklungsländern. Werner Doppler hielt Vorlesungen im Rahmen von Promotions- und Master-Programmen an den Universitäten Hohenheim, Karlsruhe und Heidelberg, den Universitäten  Nairobi/ Kenia, Florenz/ Italien, Amman/ Jordanien, Bradford/ U.K., Thai Nguyen und Hanoi/Vietnam und in Palmas/Brasilien.
Auf europäischer Ebene engagierte sich Werner Doppler in der Internationalisierung von Studiengängen im Rahmen des Bologna-Prozesses. In seiner Eigenschaft als Dekan der Agrarfakultät der Universität Hohenheim war er verantwortlich für die Einführung des ersten formalisierten internationalen Promotionsprogramms für Studierende aus Entwicklungsländern (1991) sowie für die Einführung  der ersten international ausgerichteten Masterstudiengänge (1997). Während seiner Zeit als Leiter des vom Deutschen Akademischen Austauschdienst (DAAD) geförderten Internationalen Promotionsprogrammes an der Fakultät promovierten insgesamt 104 Doktoranden aus 33 Entwicklungsländern. Unter seiner direkten wissenschaftlichen Betreuung waren 57 Doktoranden aus 25 Ländern.

## Forschung
Von der deskriptiv-analytischen Betrachtung der Betriebssysteme (Farming Systems Approach) zu quantitativen, räumlichen Zukunftsmodellen
In der Forschung über Betriebssysteme in den Tropen und Subtropen verbindet Werner Doppler den deskriptiv-analytischen Ansatz (Hans-Hartwig Ruthenberg), der die vergangene Entwicklung zur Erklärung von Zusammenhängen untersucht, mit den Methoden der quantitativ ausgerichteten Agrar- und Wirtschaftsforschung (z. B. Earl O.  Heady, R. H. Day, Günther Weinschenck). Dies führt zu auf die Zukunft ausgerichteten quantitativen, räumlichen Systemmodellen für die Abschätzung der zukünftigen Wirkung von Entwicklungsstrategien für Entwicklungsländer und Entwicklungsprojekte.
Zur Verbesserung der Informationsgrundlage werden Methoden der Fernerkundung für den Zugang zu räumlichen Informationen über Satelliten einbezogen. Dadurch können nun auch die Methoden der Geoinformationssysteme (GIS) für räumliche Regionalanalysen in Verbindung mit den ökonomischen Zukunftsmodellen genutzt werden. Werner Doppler erreicht mit solchen Ansätzen einen hohen Grad der Internalisierung von Zusammenhängen und Prozessen und zielt auf eine ganzheitliche Betrachtung der Realität und der Beurteilung von Wirkungen künftiger Entwicklungsstrategien.
Von der betrieblichen Ökonomie zu Lebensstandard der Familien und den Entscheidungszusammenhängen der ländlichen Gesellschaft
Die Anwendung der Betriebslehre in Entwicklungsländern erweitert Werner Doppler zu einer sozioökonomischen Betrachtung mit der Einbeziehung von sozialen, ökologischen und kulturellen Einflüssen auf das Entscheidungsverhalten der Menschen. Die Berücksichtigung der komplexen Zielstruktur der Familien und Gruppen führt zu einer Bewertung von zukünftigen Entwicklungsstrategien anhand ihres Beitrages zur Zielerreichung und deren Wahrscheinlichkeit. Bewertungsgrundlage für Strategieentscheidungen sind ökonomische, ernährungs- und gesundheitsbezogene, soziale und abhängigkeitsrelevante Kriterien des Lebensstandards und des ländlichen Wohlstandes.
Diese Erweiterungen werden auf den Raum übertragen und die Interdependenzen zwischen Entscheidungsträgern auf verschiedenen Ebenen einer Region und die physische und administrative Infrastruktur einbezogen. Die vertikalen Entscheidungszusammenhänge und Abhängigkeiten „von oben nach unten“ und von „unten nach oben“ zwischen Familien, dörflicher Gemeinschaft, ethnischen Gruppen, Projekt- und Marktinstitutionen, regionaler Verwaltung bis zur nationalen Ebene formulieren die Rahmenbedingungen für die Entscheidungsspielräume der Menschen und ihre Beeinflussbarkeit. Dies gilt vor allem für Verfügbarkeit, Nutzungspotential und Preise/Kosten bei Fläche, Wasser, Arbeit, Kapital, Sozialverbund und soziale Sicherheit sowie Kenntnisse und Fertigkeiten.
Anwendung der Konzepte in Entwicklungsländern
Die empirische Forschung von Werner Doppler konzentriert sich ausschließlich auf Entwicklungsländer mit Untersuchungen zu den Auswirkungen von Problemlösungsstrategien auf den Lebensstandard der Familien und den Wohlstand in der Region in folgenden Bereichen:
- Erschließung und dauerhafte Nutzung natürlicher Wasserressourcen, Organisation und Management der Wasserverteilung sowie Wasserpreispolitiken (Naher Osten, Nepal/Indien, Südostasien)
- Strategien zur Verhinderung von Übernutzung von Fläche, Desertifikation und  Flächenabtrags in Bergregionen (West- und Ostafrika, Naher Osten, Südostasien)
- Alternativen zur Abholzung von Wald, alternative Energien (Südostasien, Brasilien) und regionale Entwicklungsmöglichkeiten in abgelegenen Bergbauernwirtschaften (Himalaya und Südostasien)
- Ökologisch integrierte Tiernutzungssysteme bei maximaler Tierhygiene in familienbäuerlichen Betrieben mit begrenzter Ressourcenausstattung und Engpässen bei der Ernährungssicherung (Westafrika)
- Ländliche Einkommensgenerierung über Lagerhaltung, Verarbeitung und Vermarktung von Agrarprodukten in Familienwirtschaften und die Rolle der Frau (Afrika)
- Dauerhafte Betriebs- und Landnutzungssysteme an den Rändern des tropischen Regenwaldes (Brasilien) und Förderung indigener Gruppen (Bergvölker in Asien, Ethnien in Amazonasgebiet)
- Grenzen und Möglichkeiten der räumlichen Infrastruktur (Transportbereich, Stromversorgung, Gesundheitswesen, Schulsystem, Banken und öffentliche Dienste) zur Entwicklung ländlicher Regionen (Südostasien, Asien, Brasilien)

Übergreifend für alle Themenbereiche sind die Fragestellungen nach Ernährungssicherung, Wanderungsverhalten der Menschen im Raum, administrative Kapazität in einer Region und Regelungen bei Eigentum/Pacht/Miete, regionale Prozesse in Markt und Infrastruktur sowie soziale Abläufe und kulturelle Rahmenbedingungen.
Die Forschungsprogramme waren eingebettet in Kooperationen mit sieben internationalen Forschungszentren der Consultative Group on International Agricultural Research (CGIAR) und insgesamt 26 Universitäten in Afrika, Asien und Lateinamerika.

## Publikationen
Das Forschungsteam von Werner Doppler publizierte 25 Bücher und 210 wissenschaftliche Artikel. Das 2013 veröffentlichte Buch Tropical Farming Systems Economics fasst die Forschungsprogramme und ihre Ergebnisse zusammen. Werner Doppler ist Gründer und Mitherausgeber der Schriftenreihe Farming and Rural Systems Economics. Auf internationalen Konferenzen und in Workshops wurden insgesamt 291 Vorträge gehalten.
Ausgewählte Buchpublikationen:
- Doppler, W. (2013): Tropical Farming Systems Economics. ISBN 978-3-8236-1654-2
- Doppler, W. et al. (2006): Water resources development and its impact on rural livelihood in Northern Thailand - Integrating GIS into farming systems economics. ISBN 978-3-8236-1568-2
- Doppler, W. et al. (2005): Resources and livelihood in mountain areas of South East Asia. Farming and rural systems in a changing environment, 2005, ISBN 3-8236-1484-3
- Doppler, W. (1992): Landwirtschaftliche Betriebssysteme in den Tropen und Subtropen. ISBN 3-8001-4084-5
- Doppler, W. (1985): Planung, Evaluierung und Management von Entwicklungsprojekten. ISBN 3-922553-52-4; auch publiziert in vietnamesischer Sprache (2008) unter ISBN 978-3-8236-1516-3 und in arabischer Sprache (2010) unter ISBN 978-3-8236-1581-1

## Nationale und internationale Mandate
- Leiter des Internationalen Promotionsprogramms an der Universität Hohenheim
- Mitglied in verschiedenen Ausschüssen des DAAD (Deutscher Akademischer Austauschdienst) und der DLG (Deutsche Landwirtschafts-Gesellschaft);
- Vertreter in der Deutschen Rektorenkonferenz;
- „External Examiner“ an verschiedenen Universitäten in Entwicklungs- und Schwellenländern, wie z. B. an der Universität Serdang, Malaysia und im Promotionsprogramm des Asian Institute of  Technology (AIT), Bangkok, Thailand;
- Mitglied in Kommissionen der Europäischen Union für die Internationalisierung der akademischen Studiengänge sowie im „Peer Review Panel“ zur Vergabe von Forschungsmittel in Europa;
- Präsident der europäischen Gruppe von IFSA (International Association on Farming Systems Research and Extension) und Mitglied im Board of Directors der Weltorganisation;
- Vizepräsident von NATURA (Network of European Agricultural Tropically and Subtropically oriented Universities and Scientific Complexes related with Agricultural Development).